# تسويق مترابط
يشير مصطلح اتصالات التسويق المتكامل تحديدا إلى ربط جميع الاتصالات عن علامة تجارية ما في السوق -عبواتها وإعلاناتها وعرضها في المتجر وعلى شبكة الإنترنت إلخ.
يتجاوزالتسويق المترابط التسويق المتكامل ويشير إلى عملية ربط دقيق لجميع جوانب المنتج أو الخدمة من خلف المستهلك المستهدف من خلال قنوات التوزيع وداخل الشركة المصنعة. حيث يضيف هذا التعريف الأوسع خيوطا من الاتساق من خلال المنتج الفعلي أو الخدمة ونوع القنوات المستخدمة وفريق خدمة العملاء في المصنع وحتى رسالة وقيم الشركة الصانعة نفسها. تلك الجهود هي الأكثر نجاحًا عند تطبيقها باستمرار على مدى عدة سنوات.
تعزز الجهود التسويقية المترابطة العلامة التجارية في السوق وتبني ترابطًا قويًا بين المستهلك، العلامة التجارية والشركة. ومن ثم، تصير جودة المنتج واتساقه في العموم أفضل وينمو لدى المستهلك تفضيل لهذه العلامة التجارية على مر الزمن. وتؤتي أسهم العلامة التجارية الأقوى تلك الثمرات من خلال زيادة الربحية والقيمة السوقية.